# Dadyanos insignis
Dadyanos insignis is een straalvinnige vissensoort uit de familie van puitalen (familie) (Zoarcidae). De wetenschappelijke naam van de soort is voor het eerst geldig gepubliceerd in 1898 door Steindachner.